# Trancart
Trancart je priimek več oseb:
- Jacques-Marie-Joseph-Edmond-Ignace Trancart, francoski general
- André-Georges-Louis Tranchant, francoski general